# تیم ملی فوتبال غنا

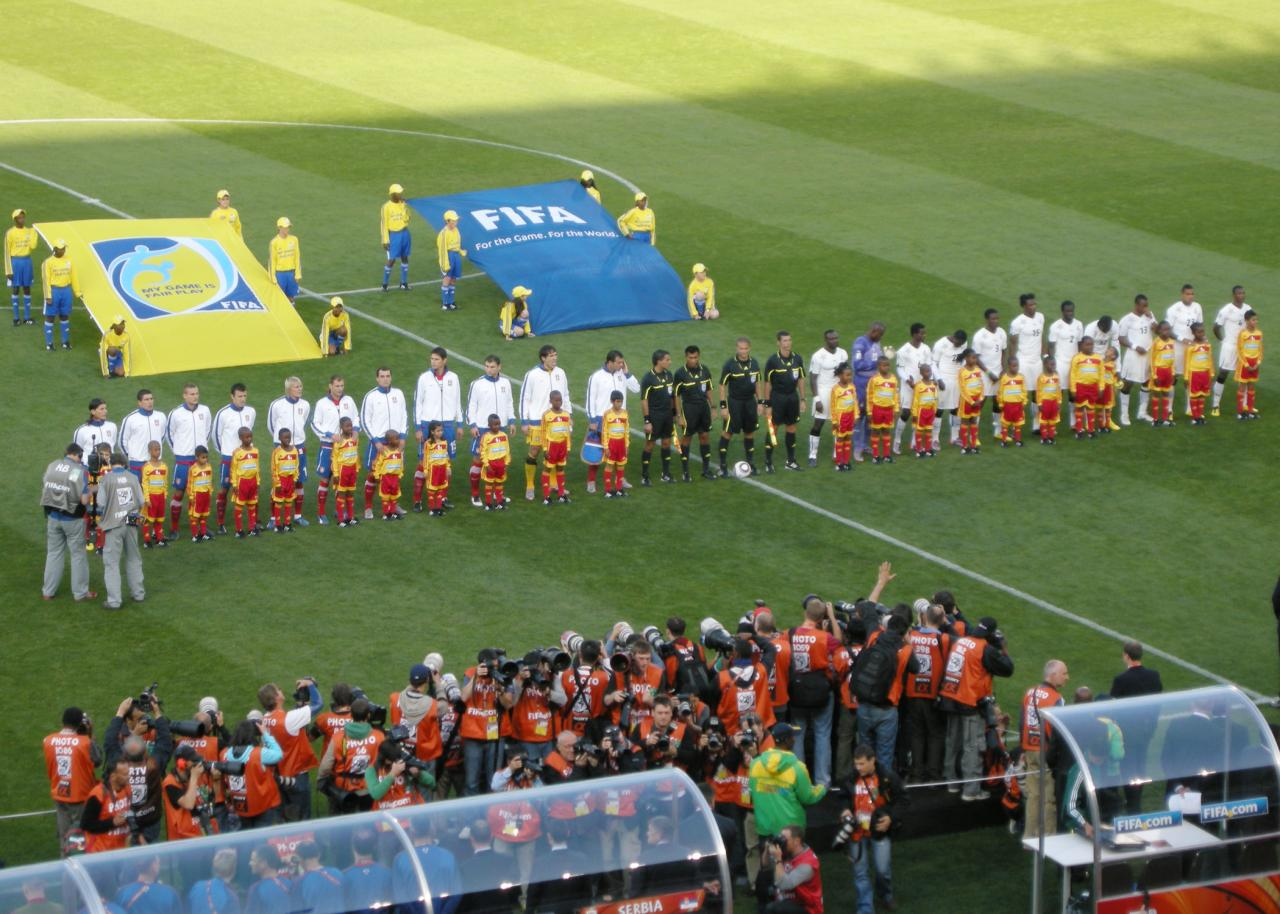

تیم ملی فوتبال غنا (به انگلیسی: Ghana national football team) یک تیم فوتبال بین‌المللی است که به نمایندگی از کشور غنا به میدان می‌رود. این تیم زیر نظر اتحادیه فوتبال غنا فعالیت می‌کند.
این تیم تا کنون ۴ بار در جام‌های جهانی حضور داشته‌است که اولین آن جام جهانی ۲۰۰۶ آلمان و آخرین جام، جام جهانی فوتبال ۲۰۲۲ قطر می‌باشد. آنها در جام جهانی ۲۰۱۰ آفریقای جنوبی و جام جهانی ۲۰۱۴ برزیل نیز حاضر بوده‌اند که بهترین نتیجهٔ آنها حضور بین ۸ تیم نهایی در جام جهانی ۲۰۱۰ آفریقای جنوبی بود که در این مرحله پس از تساوی با تیم ملی فوتبال اروگوئه در ضربات پنالتی مغلوب شدند.

## بازیکنان
فهرست ۲۳ بازیکن اصلی دعوت شده به تیم ملی برای بازی‌های مقدماتی جام جهانی فوتبال ۲۰۲۲ مقابل  اتیوپی و  آفریقای جنوبی در نوامبر ۲۰۲۱
- آمار بازی‌ها و گل‌های ملی تا پس از دیدار مقابل  آفریقای جنوبی در تاریخ ۱۴ نوامبر ۲۰۲۱

| ش. | پست       | بازیکن                | ت‌ت (سن)                  | بازی | گل | باشگاه        |
| -- | --------- | --------------------- | ------------------------ | ---- | -- | ------------- |
| 1  | دروازه‌بان | Abdul Nurudeen        | ۸ فوریهٔ ۱۹۹۹ ‏(۲۶ سال)    | 0    | 0  | اوپن          |
| 12 | دروازه‌بان | Richard Attah         | ۹ آوریل ۱۹۹۵ ‏(۲۹ سال)    | 0    | 0  | Hearts of Oak |
| 16 | دروازه‌بان | Joe Wollacott         | ۸ سپتامبر ۱۹۹۶ ‏(۲۸ سال)  | 4    | 0  | سوئیندون تاون |
|    |           |                       |                          |      |    |               |
| 2  | مدافع     | Andy Yiadom           | ۲ دسامبر ۱۹۹۱ ‏(۳۳ سال)   | 17   | 0  | ردینگ         |
| 3  | مدافع     | Montari Kamaheni      | ۱ فوریهٔ ۲۰۰۰ ‏(۲۵ سال)    | 0    | 0  | Ashdod        |
| 4  | مدافع     | Ismail Abdul-Ganiyu   | ۱۲ ژوئن ۱۹۹۶ ‏(۲۸ سال)    | 3    | 0  | Asante Kotoko |
| 5  | مدافع     | Philomon Baffour      | ۶ فوریهٔ ۲۰۰۱ ‏(۲۴ سال)    | 0    | 0  | Dreams        |
| 15 | مدافع     | Joseph Aidoo          | ۲۹ سپتامبر ۱۹۹۵ ‏(۲۹ سال) | 9    | 0  | سلتاویگو      |
| 17 | مدافع     | بابا رحمان            | ۲ ژوئیهٔ ۱۹۹۴ ‏(۳۰ سال)    | 40   | 1  | ردینگ         |
| 18 | مدافع     | دنیل آمارتی           | ۱ دسامبر ۱۹۹۴ ‏(۳۰ سال)   | 32   | 0  | لستر سیتی     |
| 23 | مدافع     | Alexander Djiku       | ۹ اوت ۱۹۹۴ ‏(۳۰ سال)      | 11   | 0  | استراسبورگ    |
|    |           |                       |                          |      |    |               |
| 6  | هافبک     | Edmund Addo           | ۱۷ مهٔ ۲۰۰۰ ‏(۲۴ سال)      | 1    | 0  | شریف تیراسپول |
| 7  | هافبک     | Abdul Fatawu Issahaku | ۸ مارس ۲۰۰۴ ‏(۲۱ سال)     | 2    | 0  | Steadfast     |
| 10 | هافبک     | آندره ایو             | ۱۷ دسامبر ۱۹۸۹ ‏(۳۵ سال)  | 100  | 22 | السد          |
| 11 | هافبک     | واکاسو مبارک          | ۲۵ ژوئیهٔ ۱۹۹۰ ‏(۳۴ سال)   | 67   | 13 | شنژن          |
| 19 | هافبک     | Samuel Owusu          | ۲۸ مارس ۱۹۹۶ ‏(۲۸ سال)    | 15   | 1  | الفیحا        |
| 20 | هافبک     | محمد قدوس             | ۲ اوت ۲۰۰۰ ‏(۲۴ سال)      | 10   | 3  | آژاکس         |
| 21 | هافبک     | Iddrisu Baba          | ۲۲ ژانویهٔ ۱۹۹۶ ‏(۲۹ سال)  | 11   | 0  | رئال مایورکا  |
| 22 | هافبک     | Kamaldeen Sulemana    | ۱۵ فوریهٔ ۲۰۰۲ ‏(۲۳ سال)   | 6    | 0  | رن            |
|    |           |                       |                          |      |    |               |
| 8  | مهاجم     | Daniel-Kofi Kyereh    | ۸ مارس ۱۹۹۶ ‏(۲۹ سال)     | 5    | 0  | سن پائولی     |
| 9  | مهاجم     | ژردن ایو              | ۱۱ سپتامبر ۱۹۹۱ ‏(۳۳ سال) | 73   | 18 | کریستال پالاس |
| 13 | مهاجم     | کالب اکوبان           | ۲۳ مارس ۱۹۹۴ ‏(۳۰ سال)    | 11   | 3  | جنوآ          |
| 14 | مهاجم     | ریچموند بواکی         | ۲۸ ژانویهٔ ۱۹۹۲ ‏(۳۳ سال)  | 15   | 6  | بیتار اورشلیم |

## رکوردداران

### بازیکنانی با بیشترین بازی ملی
| رکوردداران حضور در تیم ملی فوتبال غنا | رکوردداران حضور در تیم ملی فوتبال غنا | رکوردداران حضور در تیم ملی فوتبال غنا | رکوردداران حضور در تیم ملی فوتبال غنا |
| #                                     | نام                                   | دوران بازی                            | بازی ملی                              |
| ------------------------------------- | ------------------------------------- | ------------------------------------- | ------------------------------------- |
| ۱                                     | آندره آیو                             | ۲۰۰۳–                                 | ۱۱۹                                   |
| ۲                                     | آساموا جیان                           | ۲۰۰۷–۲۰۱۹                             | ۱۰۹                                   |
| ۳                                     | ریچارد کینگسان                        | ۱۹۹۶–۲۰۱۱                             | ۹۳                                    |
| ۴                                     | جان پینتسیل                           | ۲۰۰۱–۲۰۱۳                             | ۹۱                                    |
| ۵                                     | هریسون افول                           | ۲۰۰۸–                                 | ۸۴                                    |
| ۶                                     | سولی مونتاری                          | ۲۰۰۲–۲۰۱۴                             | ۸۳                                    |
| ۷                                     | عبدی پله                              | ۱۹۸۱–۱۹۹۸                             | ۷۳                                    |

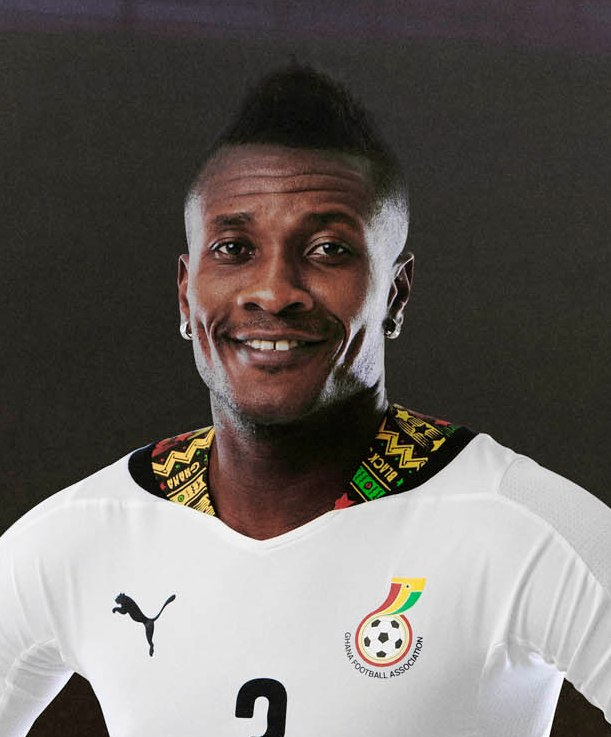
آساموا جیان رکورددار بیشترین گل‌های زده برای تیم ملی غنا

بازیکنانی که نام‌شان به شکل برجسته نوشته شده هنوز برای تیم ملی بازی می‌کنند یا امکان بازی کردن را دارند.

### رکوردداران گلزنی
بازیکنانی که دارای بیشترین تعداد گل هستند بدین قرار است.
| گلزنان برتر تیم ملی فوتبال غنا | گلزنان برتر تیم ملی فوتبال غنا | گلزنان برتر تیم ملی فوتبال غنا | گلزنان برتر تیم ملی فوتبال غنا | گلزنان برتر تیم ملی فوتبال غنا |
| #                              | نام                            | دوران                          | بازی ملی                       | گل                             |
| ------------------------------ | ------------------------------ | ------------------------------ | ------------------------------ | ------------------------------ |
| ۱                              | آساموا جیان                    | ۲۰۰۳–۲۰۱۹                      | ۱۰۹                            | ۵۱                             |
| ۲                              | ادوارد اکوآ                    | ۱۹۵۶–۱۹۶۴                      | ۴۱                             | ۴۵                             |
| ۳                              | کواسی اووسو                    | ۱۹۶۸–۱۹۷۶                      | ۴۵                             | ۳۶                             |
| ۴                              | کریم عبدالرزاق                 | ۱۹۷۵–۱۹۸۸                      | ۶۲                             | ۲۵                             |
| ۵                              | آندره آیو                      | ۲۰۰۷–                          | ۱۱۹                            | ۲۴                             |
| ۶                              | سولی مونتاری                   | ۲۰۰۲–۲۰۱۴                      | ۸۴                             | ۲۰                             |
| ۷                              | عبدی پله                       | ۱۹۸۲–۱۹۹۸                      | ۷۳                             | ۱۹                             |